# O foarte lentă mașină a timpului

The Very Slow Time Machine

The Very Slow Time Machine (Mașina timpului foarte lentă) este o colecție de povestiri științifico-fantastice de Ian Watson din 1979. The Very Slow Time Machine este o povestire care a fost publicată în iunie 1980 în volumul 838 al celebrei serii SF Urania, alături de alte 10 povestiri scurte scrise de Watson.  
A fost tradusă ca „O foarte lentă mașină a timpului”.